# Spoorlijn Bottrop Nord - Quakenbrück
De spoorlijn Bottrop Nord - Quakenbrück is een Duitse spoorlijn en als spoorlijn 2273 onder beheer van DB Netze.

## Geschiedenis

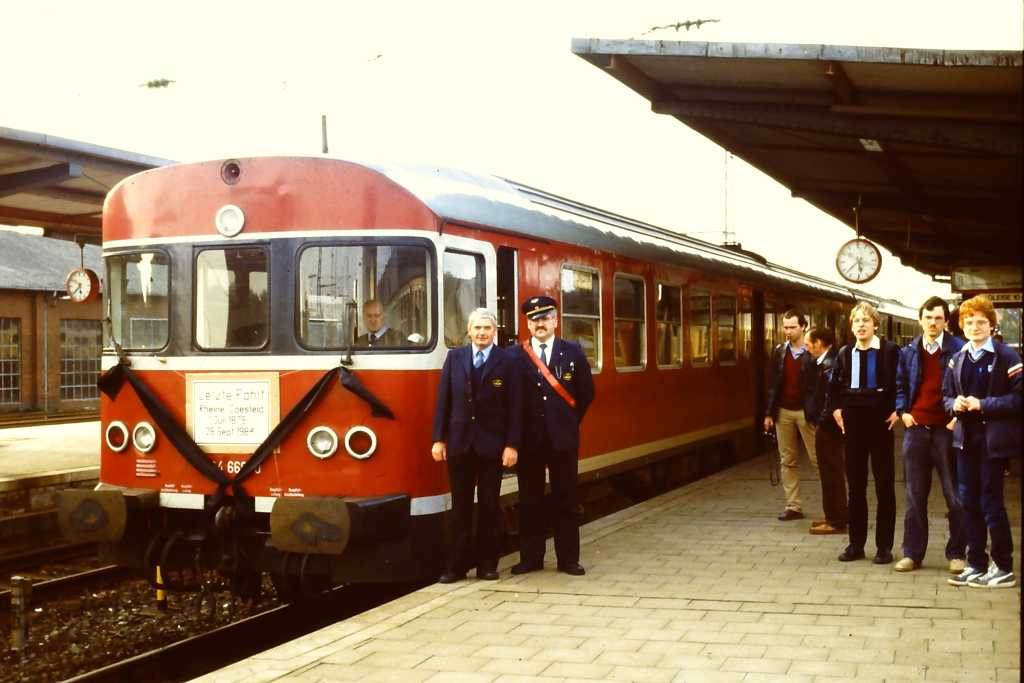
Afscheid van de spoorlijn Rheine - Coesfeld in 1984 te Station Rheine

De 155 km lange, voormalige verbinding tussen Bottrop in het Ruhrgebied en Quakenbrück in het Oldenburger land is geopend door de Rheinische Eisenbahn-Gesellschaft op 1 juli 1879. Thans zijn grote delen van deze verbinding niet meer in gebruik en opgebroken.
Alleen de trajecten Dorsten - Coesfeld en Rheine - Spelle zijn nog in gebruik voor reizigers en/of goederenverkeer. Het traject Fürstenau - Quakenbrück is volledig opgebroken, maar door stenen nog wel zichtbaar.
Het noordelijke, vrijwel bochtenloze, traject van Rheine naar Quakenbrück is nog in beeld geweest als deel van een ICE-verbinding. Er waren reeds voor 25 miljoen Duitse Mark werkzaamheden aan dit tracé verricht, toen werd besloten het traject toch niet te gebruiken.

## Treindiensten
De Deutsche Bahn en NordWestBahn verzorgen het personenvervoer op dit traject met RB treinen. 
| Serie | Treinsoort                        | Route                                                               | Bijzonderheden                                |
| ----- | --------------------------------- | ------------------------------------------------------------------- | --------------------------------------------- |
| RB 45 | Regionalbahn (NordWestBahn)       | Dorsten – Hervest-Dorsten – Lembeck – Maria Veen – Coesfeld (Westf) | Der Coesfelder 1x per twee uur in het weekend |
| RB 63 | Regionalbahn (DB Regio Westfalen) | Münster Zentrum Nord – Münster (Westf) Hbf – Coesfeld (Westf)       | Baumberge-Bahn                                |

## Aansluitingen
In de volgende plaatsen is of was er een aansluiting op de volgende spoorlijnen:
Bottrop Nord
DB 2262, spoorlijn tussen Oberhausen en Bottrop Nord
Dorsten
DB 15, spoorlijn tussen Hervest-Dorsten en Dorsten
DB 2236, spoorlijn tussen Zutphen en Gelsenkirchen-Bismarck
Hervest-Dorsten
DB 2236, spoorlijn tussen Zutphen en Gelsenkirchen-Bismarck
Coesfeld
DB 2100, spoorlijn tussen Dortmund en Gronau
DB 2265, spoorlijn tussen Empel-Rees en Müster
Steinfurt-Burgsteinfurt
DB 2014, spoorlijn tussen Münster en Glanerbeek
DB 9205, spoorlijn tussen Borken en Burgsteinfurt
Hauenhorst
DB 2023, spoorlijn tussen Hauenhorst en Rheine Rangierbahnhof
DB 2025, spoorlijn tussen Hauenhorst en Rheine Rangierbahnhof
Rheine
DB 44, spoorlijn tussen Rheine en de Emshafen
DB 2020, spoorlijn tussen Ochtrup en Rheine
DB 2021, spoorlijn tussen Rheine Rs en Rheine
DB 2931, spoorlijn tussen Hamm en Emden
DB 2992, spoorlijn tussen Löhne en Rheine
Altenrheine
DB 9208, spoorlijn tussen Osnabrück en Altenrheine
Quakenbrück
DB 1502, spoorlijn tussen Oldenburg en Osnabrück